# St. Bartholomäus (Ettenheim)

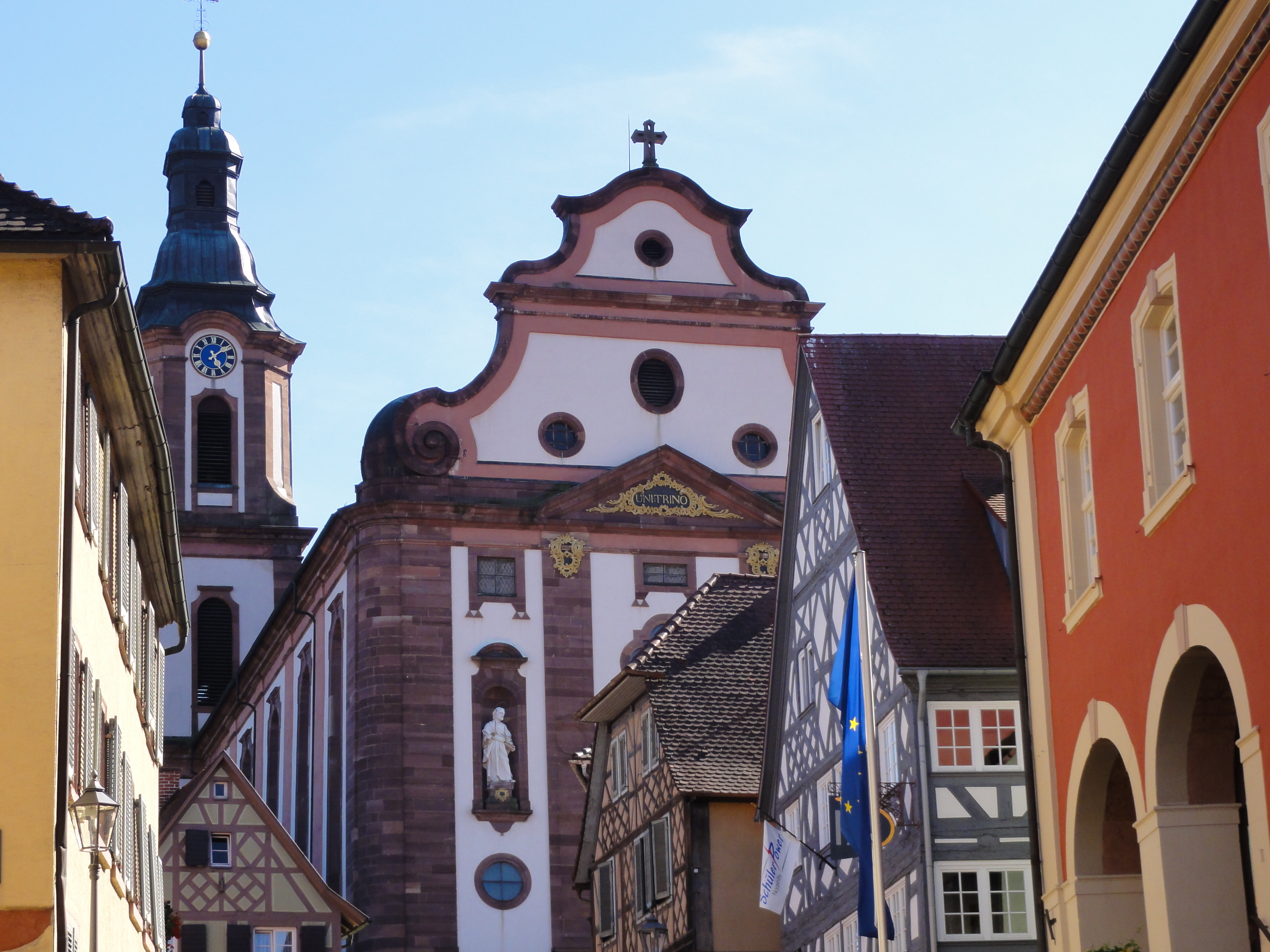
St. Bartholomäus Ettenheim

St. Bartholomäus ist die römisch-katholische Pfarrkirche Ettenheims im südbadischen Ortenaukreis des Landes Baden-Württemberg. Die gleichnamige Pfarrgemeinde ist Teil der Seelsorgeeinheit Ettenheim im Dekanat Lahr der Erzdiözese Freiburg.

## Geschichte
Die heutige Barockkirche wurde in den Jahren 1768 bis 1771 durch den Baumeister Franz Joseph Salzmann errichtet. Die Vorgängerkirche war nach der Auffassung des Fürstbistums Straßburg, das Landesherrschaft war, in einem „erbärmlichen Zustand“, und daher wurden die Abtragung der alten Kirche und ein Neubau verfügt. Dem Neubau war ein Streit über die Baulast zwischen dem Fürstbistum Straßburg, dem Kloster Ettenheimmünster und der Stadt Ettenheim vorausgegangen. Das Langhaus wurde durch die Stadt Ettenheim errichtet, Chor und Kirchturm durch das Kloster Ettenheimmünster, das in Ettenheim das Zehntrecht und damit auch eine Baupflicht hatte. Die Weihe des Chors konnte 1771 vollzogen werden, 1782 wurde die ganze Kirche feierlich geweiht.
1903 wurde das Bauwerk erstmals gründlich renoviert, 1959/1960 wurde das Innere erneut renoviert, 1978/1979 wurde das Äußere erneuert.

## Beschreibung

### Äußeres
Die Kirche ist von Norden nach Süden ausgerichtet. Der nördlichen, reich geschmückten barocken Eingangsfassade steht ein eingezogener Chor mit Dreiachtelschluss gegenüber. An der Ostseite ist an den Chor der 58 Meter hohe Kirchturm angebaut. Er trägt eine barocke Haube mit Laterne. Das fünfjochige Langhaus ist mit einem Satteldach gedeckt und wird von hohen Fenstern belichtet. Die Fassade zieren Statuen von St. Petrus und St. Paulus, die nach Entwürfen von Christian Wentzinger geschaffen und 1770 aufgestellt wurden.
Die Kirche ist in ihren Außenmaßen 16,5 Meter breit, 17,5 Meter hoch und 52 Meter lang.
Glocken
In der Glockenstube des Kirchturms hängt ein sechsstimmiges Glockengeläut aus Bronze, das aus zwei historischen und vier neueren Glocken besteht:
| Glocke | Gießer                      | Gussjahr | Gewicht | Durchmesser | Schlagton |
| ------ | --------------------------- | -------- | ------- | ----------- | --------- |
| 1      | L. Rosenlecher (III)        | 1754     | 2300 kg | 1550 mm     | h° -6     |
| 2      | Friedrich Wilhelm Schilling | 1961     | 1495 kg | 1361 mm     | d’ -4     |
| 3      | Friedrich Wilhelm Schilling | 1961     | 1025 kg | 1208 mm     | e’ -6     |
| 4      | Matthäus Edel (I)           | 1736     | 550 kg  | 960 mm      | g’ -3     |
| 5      | Friedrich Wilhelm Schilling | 1961     | 399 kg  | 887 mm      | a’ -4     |
| 6      | Friedrich Wilhelm Schilling | 1961     | 283 kg  | 798 mm      | h’ -6     |

### Inneres

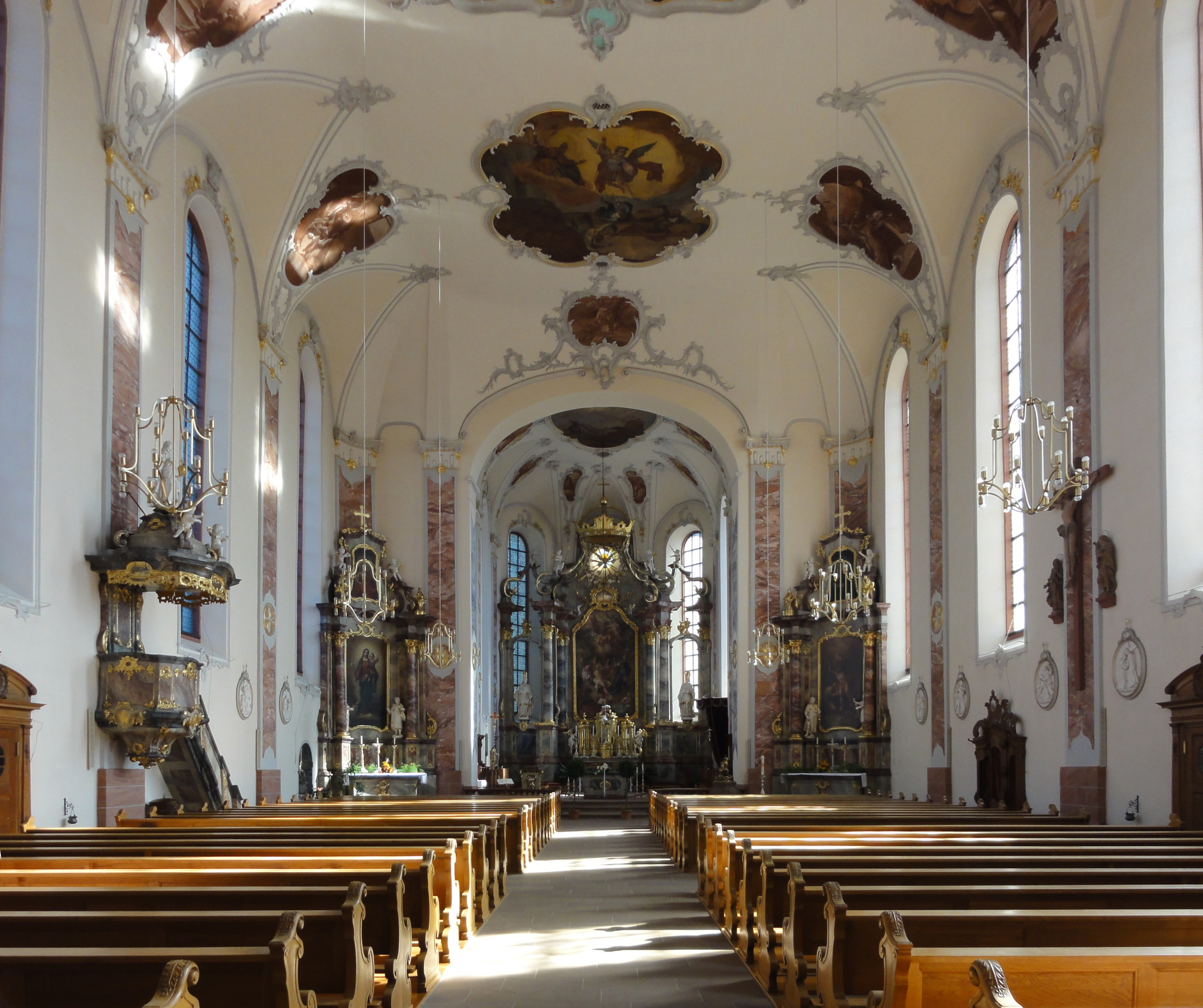
Blick zum Hochaltar

Der Hochaltar wurde von Antoni Fuchs aus Herbolzheim erbaut und 1772 in der Kirche aufgestellt. Das Altarbild zeigt das Martyrium des Apostels Bartholomäus, des Kirchenpatrons und stammt von dem Tiroler Maler Johann Pfunner, der in Freiburg lebte. Ambo und Volksaltar wurden im Zuge der Liturgiereform in barockisierter Form geschaffen und aufgestellt.
Auf der rechten Seite im Chorraum steht ein Bischofssitz mit Baldachin. Er erinnert an die historische Zugehörigkeit zum Fürstbistum Straßburg und an Kardinal Louis de Rohan, der in die sogenannte Halsbandaffäre verwickelt war und nach Ausbruch der Französischen Revolution in Ettenheim residierte, wo er auch starb. Er wurde in der Ettenheimer Kirche gegenüber dem Bischofssitz beigesetzt.
Das Deckenfresko im Chor zeigt die Verklärung Christi und ist von acht kleineren Fresken umrahmt, welche die vier Evangelisten und die vier Kirchenlehrer der lateinischen Kirche zeigen, die an ihren Attributen zu erkennen sind. Diese Gemälde wurden von Franz Joseph Stöber geschaffen.
Die Deckengemälde des Langhauses zeigen den Erzengel Michael als Kämpfer für den Glauben, die Himmelfahrt Mariens und die Aufnahme des Märtyrers Sebastian in den Himmel. Die acht Seitenbilder zeigen Szenen aus dem Marienleben. Diese Bilder schuf der Freskenmaler Johann Anton Morath.
Im Langhaus hängt auf der rechten Seite ein Terrakotta-Kruzifix aus dem 15. Jahrhundert, „der große liebe Herrgott“ genannt, das früher im Beinhaus hing. Ihm gegenüber befindet sich die barocke Kanzel, im gleichen Farbton wie der Hochaltar.
Orgel

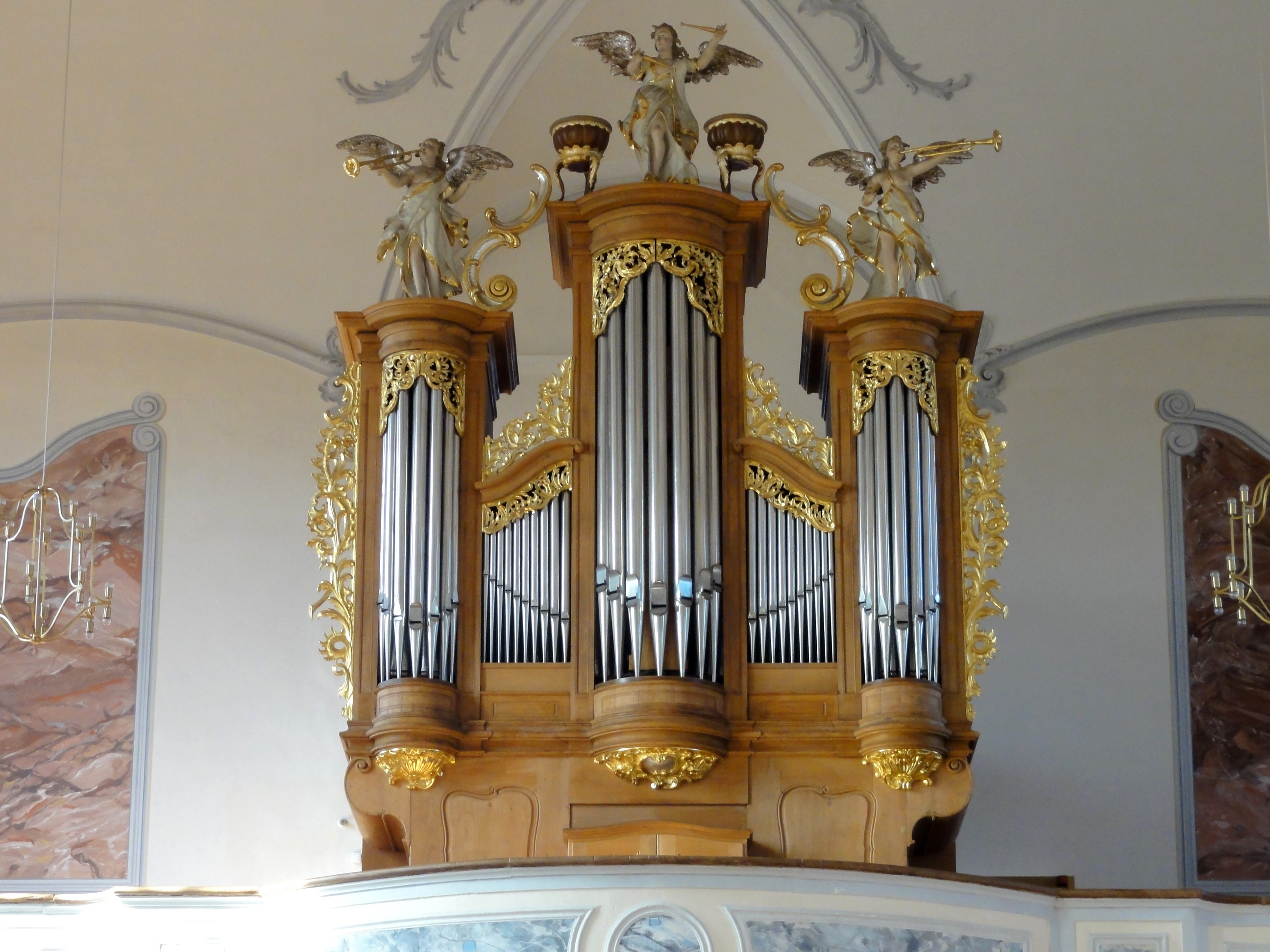
Orgelprospekt

Auf der Empore im hinteren Teil der Kirche steht eine Orgel. Deren Gehäuse gehörte zu einem Instrument, das 1776 von Ferdinand Stieffell erbaut worden war. Nach verschiedenen Umbauten und Konfiszierung von Orgelpfeifen im Ersten Weltkrieg war der Zustand so schlecht, dass man Ersatz durch eine neue Orgel suchte. Diese wurde mit 41 Registern auf vier Manualen (davon ein Koppelmanual) und Pedal von Peter Vier aus Friesenheim 1973 in das historische Gehäuse gebaut. Sie wurde 2005 vom Erbauer gereinigt und instand gesetzt.